# Ropucha obecná
Ropucha obecná (Bufo bufo) je obojživelník z čeledi ropuchovití patřící mezi nejhojnější ropuchy na území České republiky. Dosahuje délky okolo 7 až 15 cm. Pohybuje se pomalou chůzí nebo krátkými skoky. Živí se rozličnými bezobratlými.
Úhlavním nepřítelem je člověk znečišťující životní prostředí. Za dosavadní relativní hojnost tohoto užitečného tvora, který konzumuje množství škodících živočichů, vděčí člověk především jeho nenáročnosti a přizpůsobivosti.

## Rozšíření
Žije na velké části Palearktidy a téměř v celé Evropě. Nežije v Irsku, na Sardinii, Korsice, Baleárech a Krétě. Obývá západní, střední a severní Asii i Japonsko. Žije v severozápadní Africe, v Maroku a Alžíru. V Tibetu se ropucha dostává až do výšky okolo 3000 m n. m.

## Popis

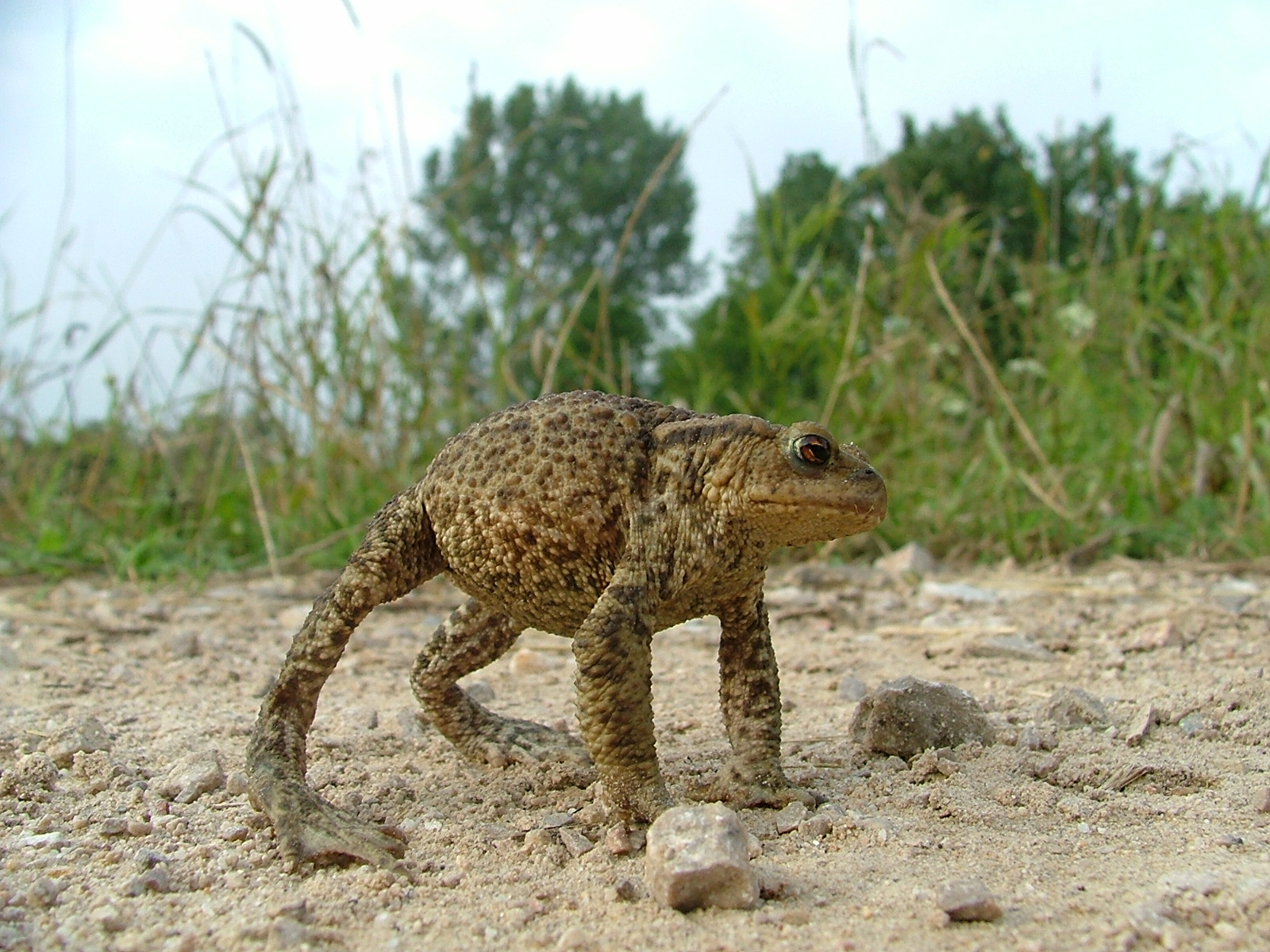
Ropucha obecná v obranném postoji

Kostra neobsahuje žebra. Počet obratlů tvořících páteř je 5 až 8, a to v závislosti na splynutí a srůstu jednotlivých obratlů, které jsou procoelní. U křížového obratle dochází k plochému rozšíření postranních výběžků. S urostylem pojí křížový kloub dvě kloubní plošky. Hrudní kost (sternum) je chrupavčitá, v mediální části může někdy osifikovat. Hlava je tvořena lebkou, jejíž součástí jsou bezzubé čelisti.

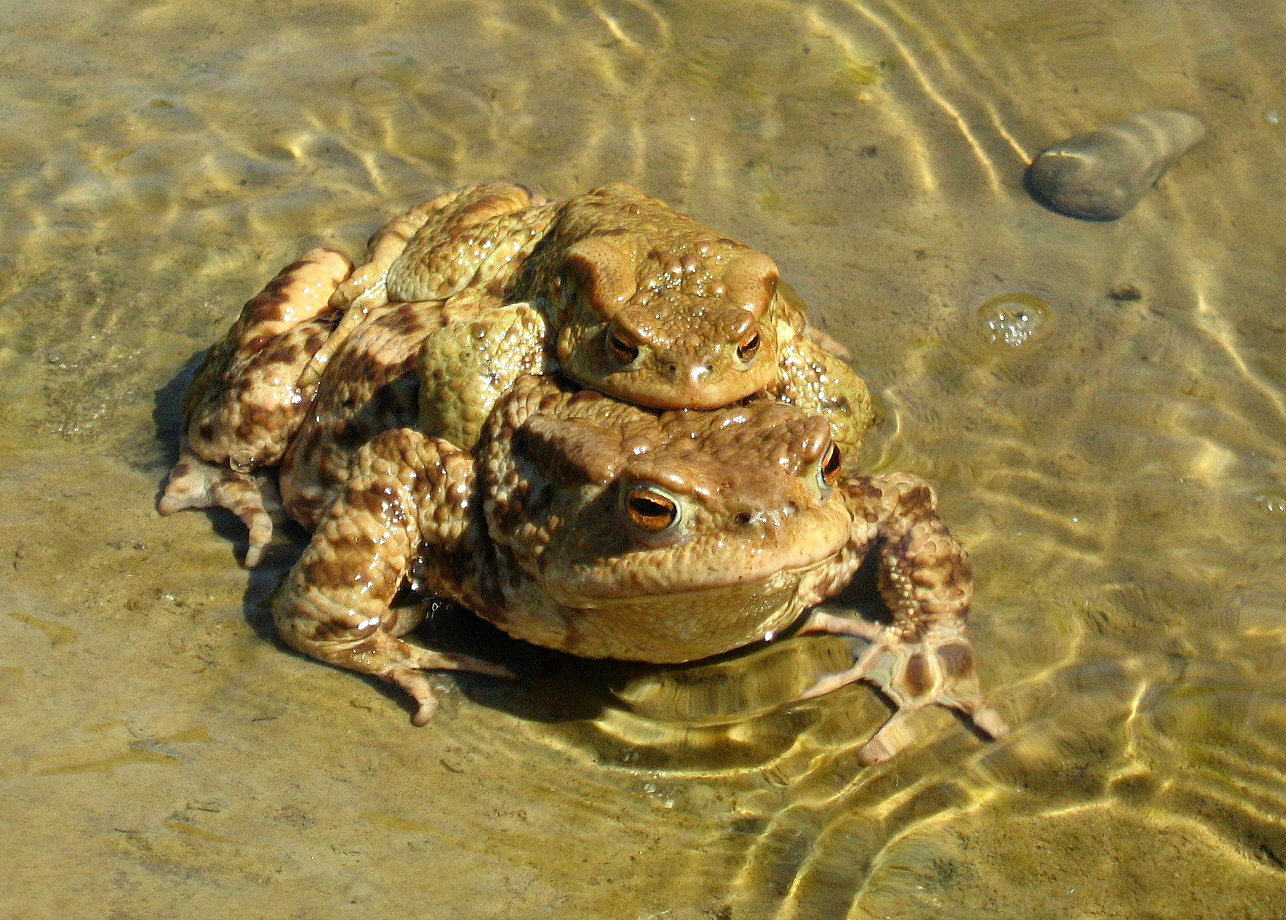
Samička (větší) a sameček ropuchy obecné

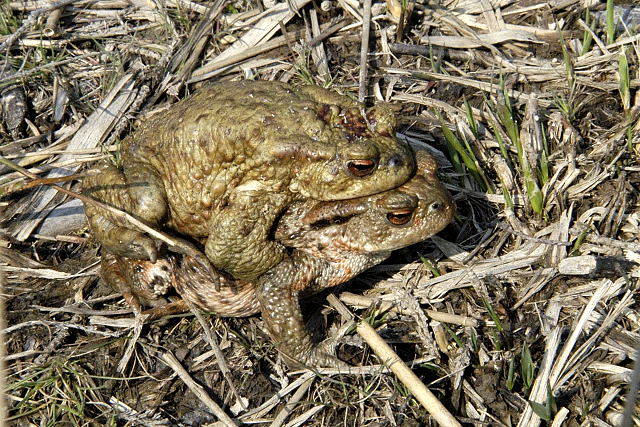
Dobře patrný úchop samičky samcem, tzv. amplexus

Karyotyp: 2n = 22. Chromozomy jsou metacentrické. Podle velikosti rozlišujeme skupinu šesti párů velkých a pěti párů malých chromozomů. Sekundární konstrikce je na šestém páru chromozomů.
Dospělý samec ropuchy je dlouhý 63–90 mm, samice je větší a měří obvykle 84–120 mm, což značí pohlavní dvojtvárnost. Na jihu Evropy může dosáhnout délky až 20 cm. Tělo má ropucha zavalité. Hřbetní strana těla má výrazně bradavičnatou kůži, která je matná, v různých odstínech hnědé barvy, šedé, mramorované. Bradavičky na hřbetě jsou ploché či mírně oblé. Někdy jsou uspořádané do jakýchsi podélných řad, jindy rozeseté nepravidelně. Břišní strana je zrnitá a šedožlutá, nažloutlá, narůžovělá, narezlá či šedá – může mít i drobné tmavé skvrny. Je také mírně zvrásněná. Nemusí obsahovat žádnou kresbu, často je však tmavě mramorovaná. Kontrast však není nijak zvlášť výrazný. Čerstvě metamorfovaná mláďata jsou zbarvena černohnědě, starší mláďata červenavě hnědě. Podobné zbarvení mívají také dospělí samci. Během rozmnožování bývají ropuchy obou pohlaví zbarveny dosti podobně (živěji) – světle olivově, často také s tmavými, neostře ohraničenými skvrnami, pokožka je méně drsná.
Končetiny jsou poměrně krátké, a proto ropucha dokáže dělat jen menší skoky. Nejvyšší výška skoku je okolo 25–30 cm. Na předních končetinách, které jsou spíše sloupovité, jsou prsty volné (1. a 2. prst je stejně dlouhý), na zadních jsou spojené nepříliš širokou plovací blánou. To svědčí o tom, že je spíše suchozemským živočichem. Na spodní straně prstů jsou subartikulární hrbolky, které jsou alespoň u některých kloubů párové. U samců je možné pozorovat tmavé zrohovatělé mozoly na prvních třech prstech přední končetiny a na prostředním dlaňovém hrbolku. Ty slouží k pevnému uchycení na hřbetu samičky během páření (samec samici objímá předními končetinami).
Na rozdíl od ostatních ropuch žijících na území Česka nemá na chodidle zadní nohy vytvořenou tzv. tarzální lištu.
Hlava ropuchy obecné je zploštělá a okrouhlá. Délka hlavy u samců vzhledem k tělu je 25–31 % (průměr 26,9 %), u samic 24–28 % (průměr 25,9 %). Následující údaje jsou vyjádřeny v procentech vzhledem k délce hlavy. Šířka hlavy je u samců 118–136 % (průměr 126,2 %), u samic 123–145 % (135,1 %). U samců je délka čenichu 40–47 % (43,6 %), u samic 39–51 % (45,5 %). Oči jsou od sebe umístěny poměrně daleko a jsou málo vystouplé. Na oku se nacházejí příčně položené štěrbinovité zornice. Duhovka může být zlatavá, žlutá, hnědožlutá, oranžová až měděná. U značného množství populace se přes duhovku táhne vodorovný nevýrazný tmavý pruh. Velmi mladí jedinci mají někdy zlatavý lem na rozhraní zřítelnice a duhovky. Zřítelnice má oválný tvar, seshora a zespodu je mírně zploštělá. U většiny jedinců je dobře viditelný ušní otvor; je krytý vnějším ušním bubínkem – tympánem. U jiných je viditelný méně, ale vytvořený je. Po stranách krku nápadně vystupují velké příušní žlázy (tzv. parotidy). Jazyk má oválný tvar. Jeho přední konec je přirostlý, zadní je vychlípitelný z tlamy.
Pohlavní dvojtvárnost je možné pozorovat především na prstech přední končetiny a na rozdílné velikosti jedinců. Samci mají bazální část prvního prstu nápadně zesílenou. Pokožka je zde drsná, mozolovitá, často také tmavě pigmentovaná. Dva prsty, které s prvním sousedí, nesou na svrchní straně menší tmavé plošky. Prsty samic žádné takovéto zvláštnosti nevykazují. Samice mají větší rozměry než samci a vyznačují se širší hlavou. Jedinci samčího pohlaví mají zase poněkud delší končetiny.

#### Obranné prvky
Příušní jedové žlázy (parotidy) jsou umístěny za očima a mají tvar půlměsíce a jsou vystouplé. Vylučují ostrý dráždivý sekret (bělavá viskózní tekutina), který obsahuje množství biologicky aktivních látek. K výronu dochází při podráždění či poranění. Tuto tekutinu mohou vylučovat i menší kožní žlázy. Nezkušený predátor, který vezme ropuchu do tlamy, pocítí silné pálení na sliznicích. Sekret může vyvolat vyrážku, ale i křeče a poruchy trávicí soustavy. Pokud nějaké zvíře na ropuchu přece jen útočí, snaží se ho zapudit výhrůžnou pozicí. Nafukuje se, staví se na vzpřímené natažené končetiny a hlavu poněkud skloní.

## Výskyt
Ropucha obecná je rozšířená, žije v různých biotopech. Najdeme ji také v kulturní krajině, má-li k dispozici zavodněná místa (jezero, rybník, příkop aj.) Žije v nížinách i v horách, v lesích, polích i zahradách; často se vyskytuje také ve sklepích.

### Výskyt v Česku
Na území České republiky patří ropucha obecná k nejhojnějším obojživelníkům. Vyskytuje se v nížinách i na horách po celém území, pokud se zde nachází vhodné stanoviště. Ojediněle se vyskytuje i na Sněžce v Krkonoších. Obývá převážně lesnatou krajinu s převahou listnáčů. V jehličnatých lesích se vyskytuje mnohem méně. Jejím stanovištěm jsou také zahrady, lidská sídla, louky, bezlesá krajina aj. Vyskytuje se od března do října.

## Způsob života
Kromě období rozmnožování žije ropucha obecná samotářským způsobem života. Je aktivní především za soumraku a v noci. Pouze v době páření, zjara, občas též za deštivého počasí je aktivní i přes den. 
Zimní úkryt nalézá v zemních dírách, v norách krtků nebo hlodavců, pod pařezy, pod listím, v kompostu atp. Opouští je od poloviny března či začátkem dubna. V horách se ropuchy začínají probouzet až koncem dubna či v květnu. Putují k vodě, aby se mohly spářit. Vracejí se do místa svého rodiště. Jak nacházejí cestu ke své rodné vodě, je dosud jistou záhadou. Nejsou schopné vidět na větší vzdálenost, zrakové vjemy tedy podle všeho nehrají velkou roli. Mimo to se okolí jejich cesty mohlo značně změnit (stavba nových silnic a budov, vysazení nového lesa atd.). Ropuchy dokáží najít „své“ místo i v případě, že byla nádrž s vodou zasypána. Nemůže je tedy k ní dovést ani charakteristická vůně. Předpokládá se, že existuje jistá souvislost se zemským magnetismem a měsíčními fázemi. I přes svou věrnost jsou schopné rychle osídlit nově založené vodní zdroje.
Schopnost najít rodnou vodu může být vysvětlena výbornou lokální pamětí, která byla prokázána i experimentálně. Určitou úlohu při vyhledávání hraje i čich. Tito tvorové jsou mimořádně věrní svému bydlišti. Mohou se od něho sice vzdálit až 4 km daleko, ale pokaždé se vrátí zpět i za cenu překonávání všemožných překážek.

## Potrava
Živí se různými suchozemskými živočichy přiměřené velikosti – měkkýši, žížalami, pavouky, svinkami, mravenci, brouky aj. Velcí jedinci (staré samice) dokáží spolknout i mládě myši. Kořist ropucha zpozoruje teprve zblízka. Útočí pouze na živou, pohybující se kořist. Zmocní se jí rychlým vymrštěním jazyka. Okamžitě ji také polkne. Větší kořist (např. velký hmyz, drobné obratlovce) loví přímo čelistmi. Při polykání si pomáhá pohybem předních končetin.

Během rozmnožování nepřijímá potravu. Taktéž za chladného a suchého počasí je potravní aktivita nižší.

Pomocí pokusů bylo zjištěno, že ropucha obecná nemá geneticky dané schéma vhodné kořisti. Z počátku loví vše, i nebezpečné druhy. Teprve časem, díky zkušenostem, které získala, se naučí vyhýbat včelám, vosám atp.

Za potravou vyráží po soumraku, přes den se ukrývá. Během noci křižuje teritorium a víceméně bez přesnějšího výběru lapá drobné objekty, které se pohybují. Pokud je na určitém místě větší akumulace určitého druhu potravy, projeví se to větším podílem této složky v potravě. Například v blízkosti mraveniště budou hlavní složkou mravenci; v blízkosti světelného zdroje (pouliční lampa, zahradní lampa) to bude létající hmyz, který se pod lampou hromadí.
Zkonzumuje množství škodících živočichů. Její žravost je příslovečná. Během konzumace se do žaludku ropuchy dostává také určité množství nestravitelných příměsí, jako je písek, kamínky, úlomky vaječných skořápek aj.

## Rozmnožování

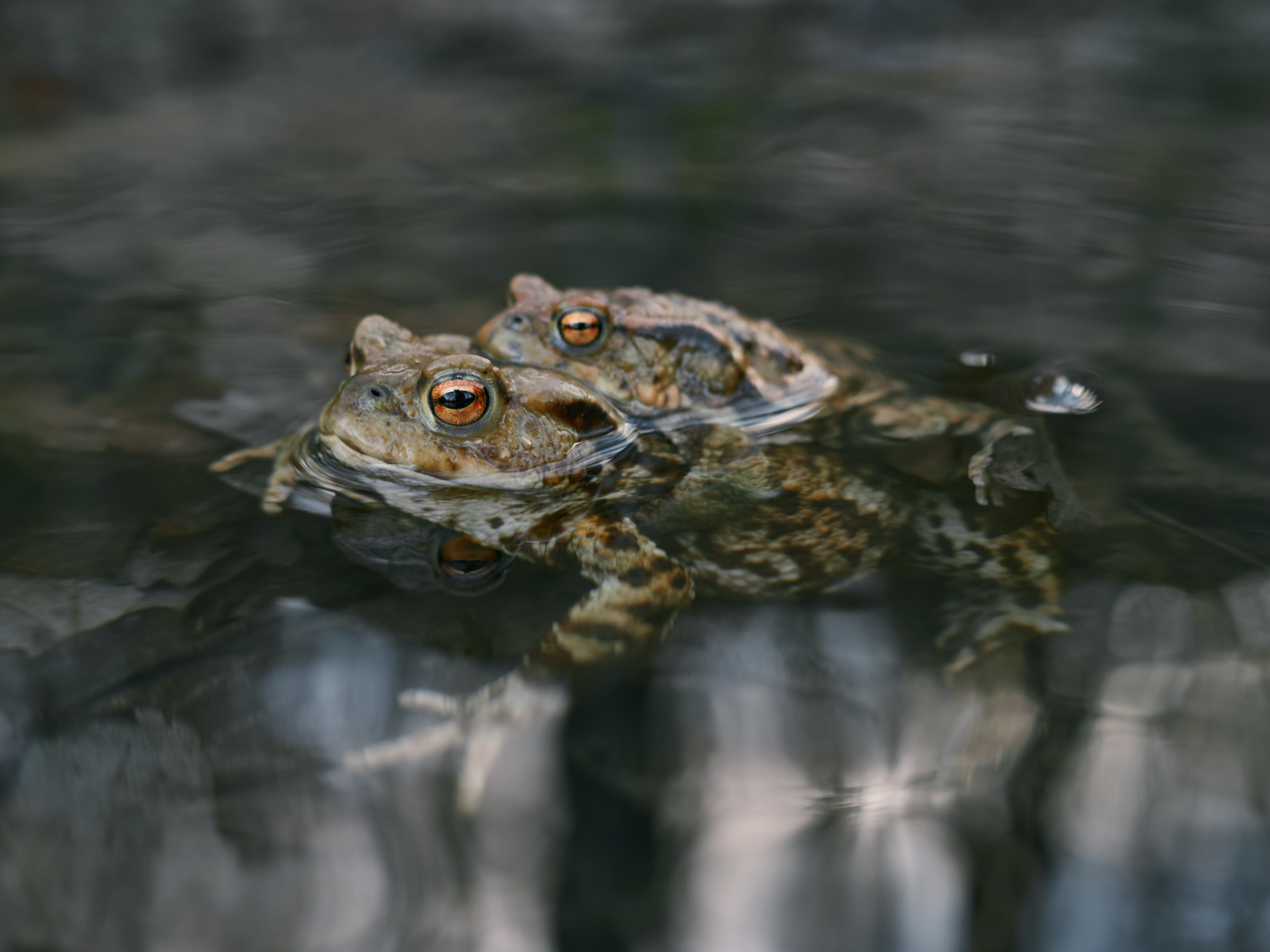
Pářící se ropuchy obecné

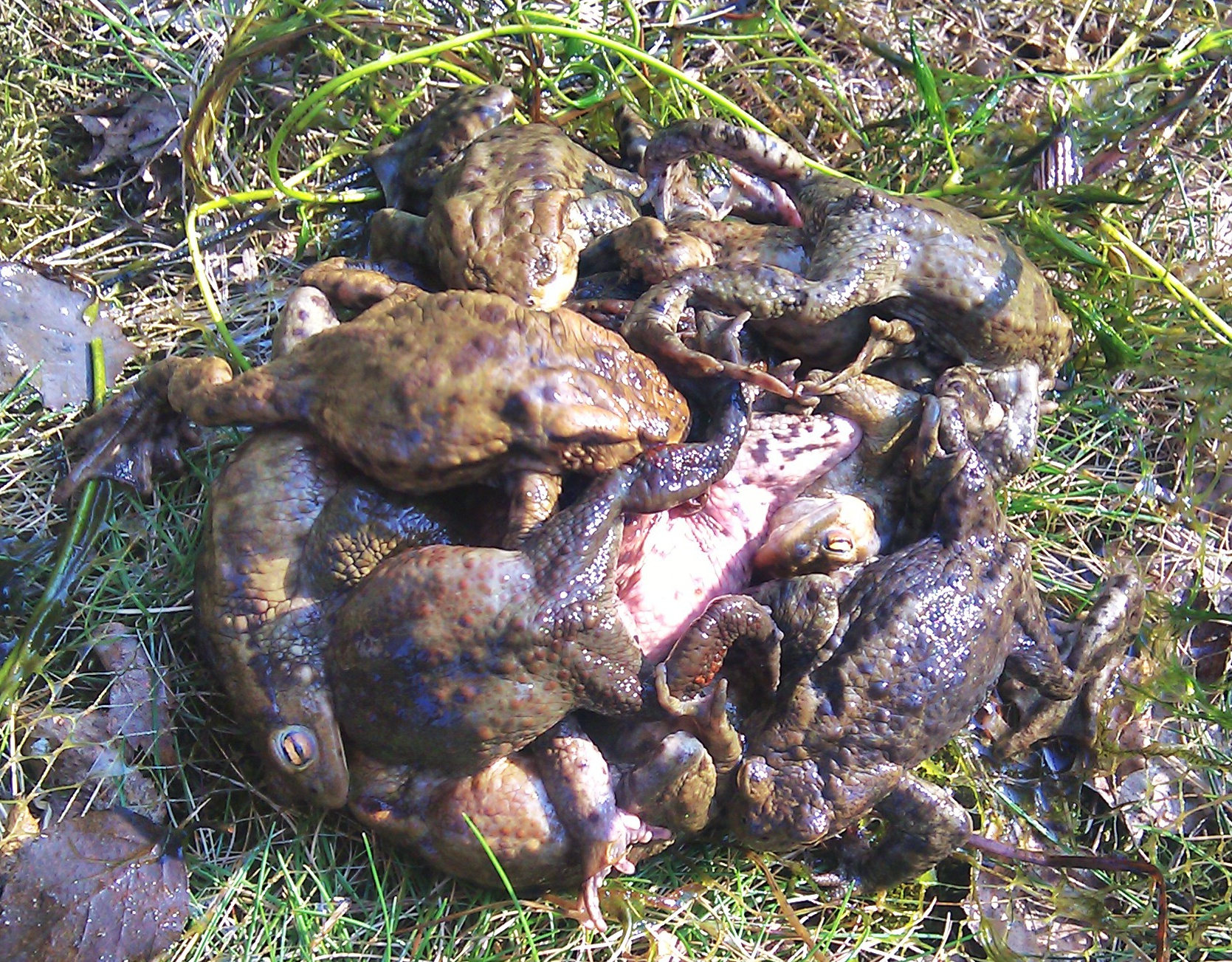
Typický „ropuší cop“ – mnoho samců pokoušejících se spářit
se samicí

V České republice dochází k páření většinou v březnu či první polovině dubna (v horách ještě později). Většina jedinců se každý rok vrací do téže vodní nádrže, jejich cestu řídí individuální znalosti lokality. Populace samečků je mnohem početnější. Je jich čtyřikrát až šestkrát více než samiček, proto se snaží vyhledat si vhodnou partnerku již cestou k vodnímu zdroji. K utvoření páru tedy někdy dojde již během putování k vodě. Samci pevně obejmou samičku v místech za jejíma předníma nohama (tato poloha při páření se nazývá amplexus) a nechají se donést až k vodě. Samečci jsou přitahováni převážně taktilními vjemy. Reagují na každý předmět, který se pohybuje. Někteří nezadaní samci se snaží soka ze hřbetu samičky sundat. Přitisknutý samec je odkopává zadníma nohama a vydává obranné zvuky, které jsou v době rozmnožování slyšet téměř neustále. Zní jako „kvoak-kvoak-kvoak“ či „ong-ong-ong“. Samci však nemají vyvinutý hrdelní rezonátor, jejich hlas je tudíž poměrně slabý. Objímavý reflex samců mohou vyvolat i předměty, které samičku připomínají jen vzdáleně. Byli pozorováni samci objímající ústí gumové hadice či hlavu kapra. Pokud je poměr pohlaví obzvlášť nepříznivý, může se stát, že samičku bude objímat několik samců najednou. Ta se pod jejich tíhou může i utopit. Jelikož už se poté nebrání, přicházejí další a další samci, kteří ji objímají. Takto vznikají tzv. ropuší copy.

Během páření je ropucha aktivní i přes den, avšak potravu nepřijímá. Samice opustí vodu brzy po spáření, samec obvykle setrvává déle (několik dní).

Optimální teplota k páření je kolem 18 °C. Minimální požadovaná teplota je 7 °C. Co se samotného aktu týče, má vedoucí roli samice.

## Vývoj

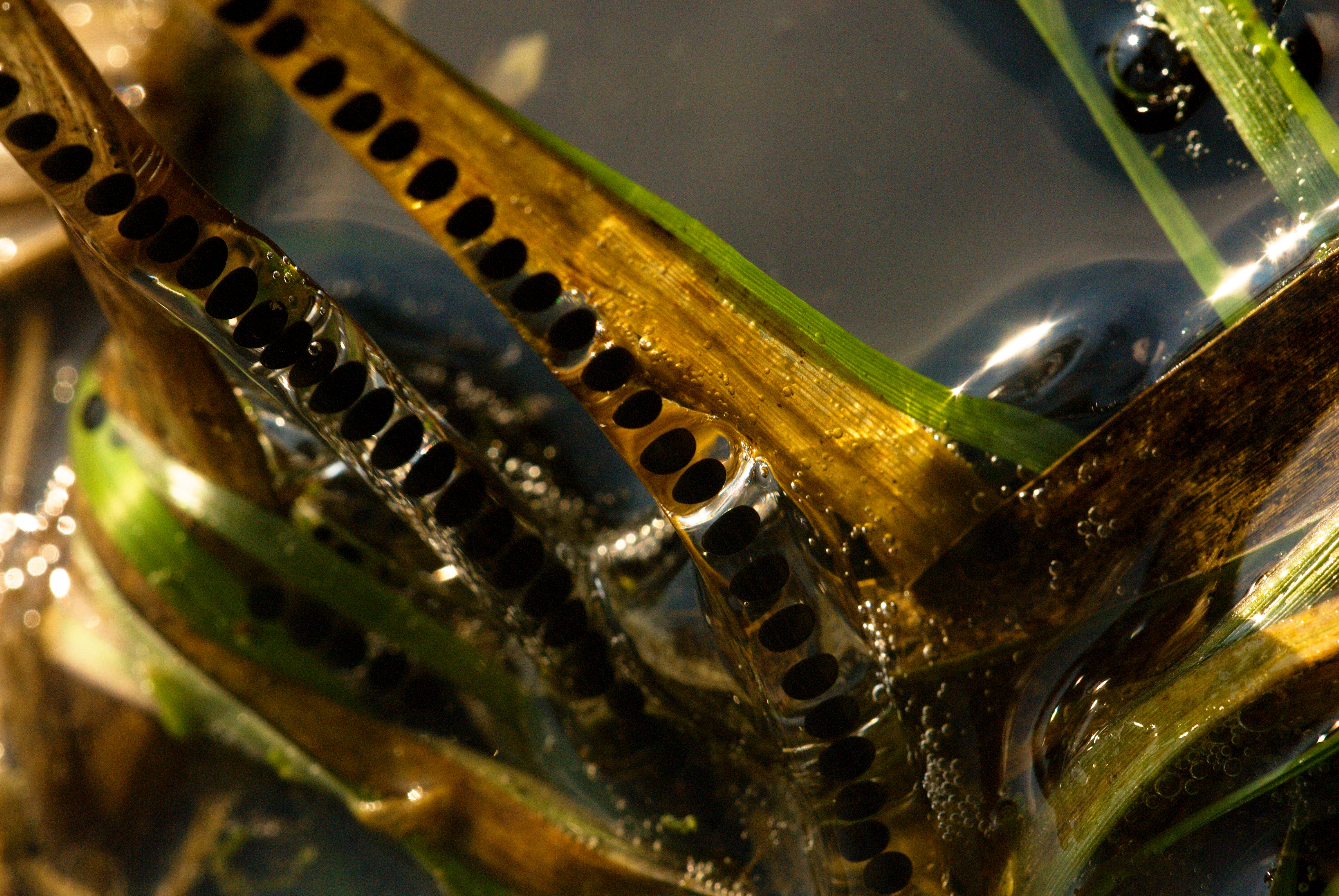
Vajíčka ropuchy obecné v rybníku u obce Mojžíř

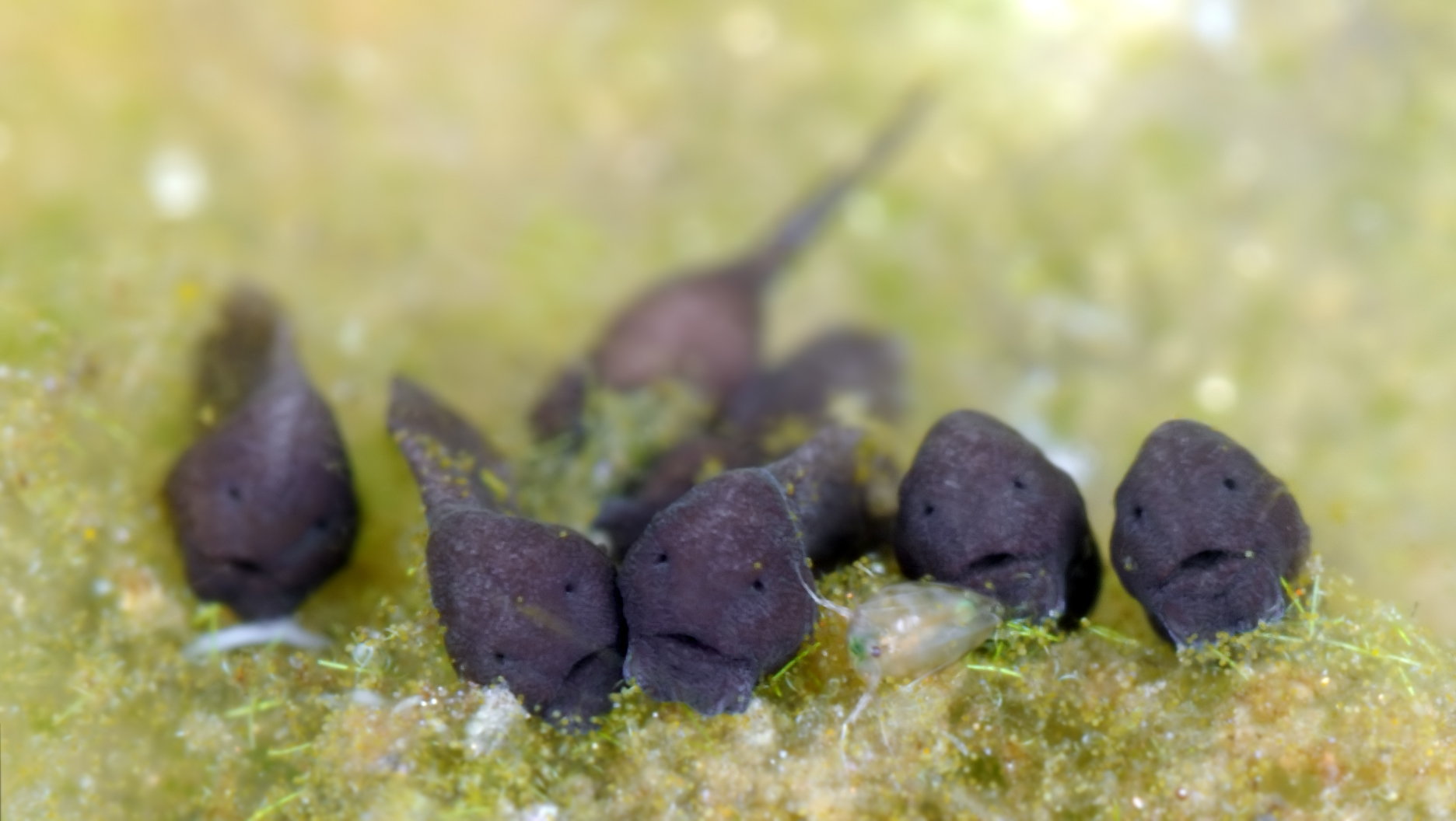
Pulci ropuchy obecné

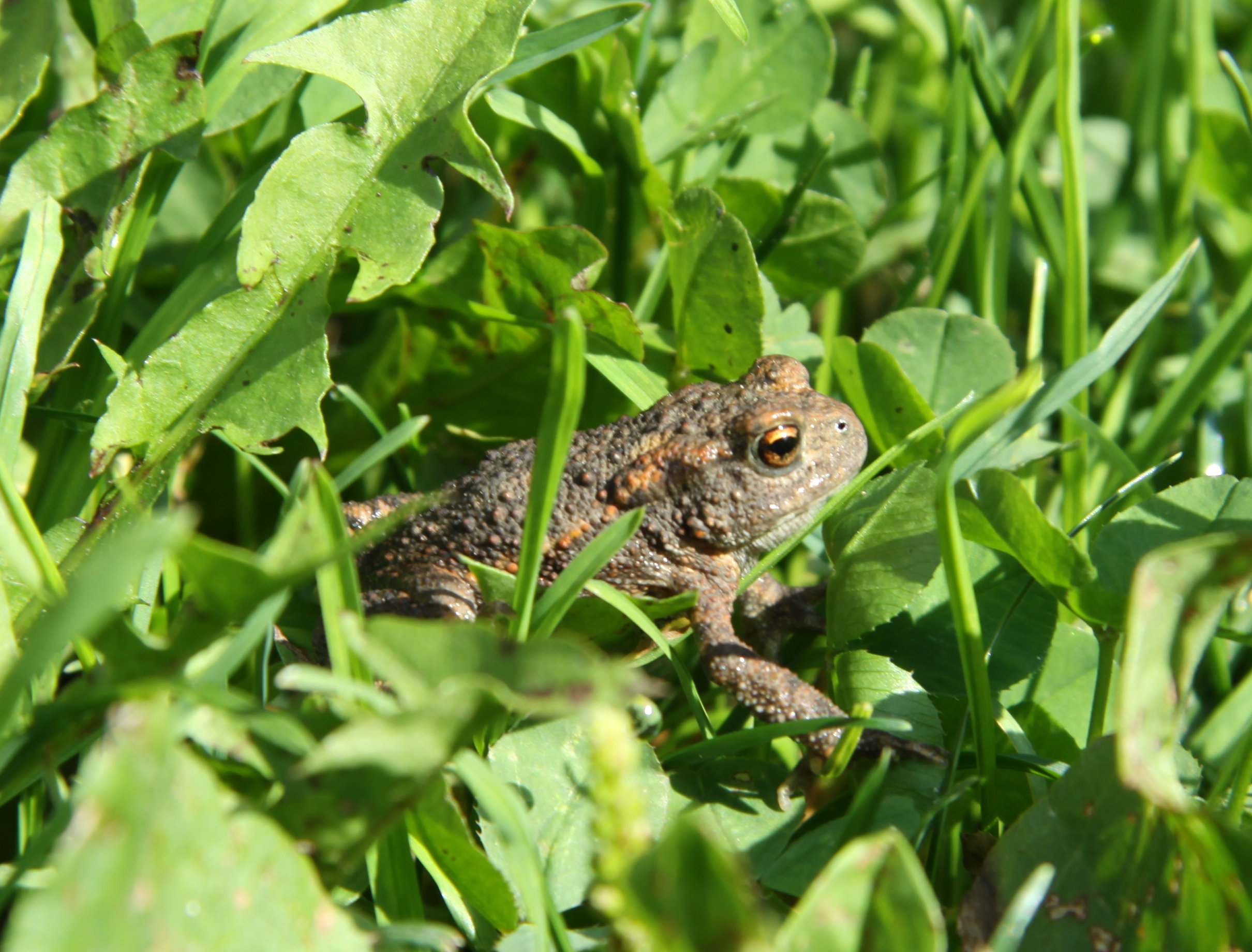
Malá žabka v oblasti
přírodní památky Vystrkov

Při kladení vajíček samice prohne trup v hluboké lordóze, zadní končetiny jsou napnuté a roztažené. Samec naopak složí své zadní končetiny do košíčkovitého tvaru nad kloakou samice. Jakmile začne samice vypouštět šňůru s vajíčky, počne samec vypouštět sperma a tím dochází k vnějšímu oplození. V okamžiku výronu semene samec zavře oči. Ve výše popsané poloze pár vytrvá 5–10 minut. Během této doby samička vytlačí z každého vejcovodu asi 20 cm dlouhý úsek rosolovité šňůry s vajíčky. Poté následuje přestávka, která je dlouhá 5–10 minut. Jednotlivé fáze se takto střídají (5krát až 10krát), dokud samice nevypudí celou snůšku. Vajíčka opouštějí kloaku ve dvojité šňůrce. Každá šňůra (široká 5–7 mm – časem se lehce zvětšuje) obsahuje 1200 az 6000 vajíček; může být 5–10 m dlouhá. To žábám umožňuje rychle založit novou populaci. Omotávají šňůry (provazce) kolem vodních rostlin či kolem větví ležících ve vodě. Připevnění vajíček zabrání tomu, aby klesla na dno do bahna, kde by se pulci vyvíjeli špatně nebo vůbec. Po nakladení vajec ropuchy vodu opouštějí.
Jednotlivá vajíčka jsou černá a měří 1,5–2 mm v průměru. Chráněná jsou souvislou želatinovou bílkovinnou blankou zabraňující zaplísnění. Každé vajíčko má ještě vlastní slizový obal. Dále má společný obal také každá dvojice. Ty jsou spojené šikmo vedle sebe. Při natažení provazce (dlouhého až 10 metrů) se všechna vajíčka vyrovnají za sebou do jedné řady – vypadají jako korálky. Vodní nádrž, kterou si vybralo velké množství ropuch, může obsahovat stovky takovýchto šňůr. Po dvanácti dnech se líhnou černí pulci velcí přibližně 5 mm, kteří tvoří hustá hejna – především podél břehu (pás široký 20–50 cm, dlouhý i několik metrů). Ploutevní lem pulců je zakončen tupě, vpředu nedochází k plynulému přechodu na hřbet. Spiraculum je nepárové, umístěno na levém boku. Řitní otvor se nachází v mediální rovině těla. Nad horní čelistí úst jsou dvě řady rohovitých zoubků (dolní řada je uprostřed přerušená). Pod dolní čelistí jsou umístěny tři řady zoubků. Na levé straně těla mají dozadu obrácenou žaberní skulinu. Délka larválního stadia závisí na teplotě vody, trvá dva až tři měsíce. Pulci se živí uhynulými rybami či drobnými řasami. Poměrně častý je kanibalismus. Dochází k němu většinou ze dvou příčin; jednou může být nedostatek potravy a druhou nedostatek prostoru, v němž pulci žijí. Ve vhodném prostředí se může vyskytovat tolik pulců, že na ně ani všichni přirození nepřátelé nestačí. To je vlastně strategií a cílem masového rozmnožování. Predátoři jsou v krátkém čase zaplaveni nadbytečnou dodávkou potravy. Tím je zajištěno, že přežije větší množství pulců a tedy i mláďat.
Po 77 až 91 dnech se přemění v 1–2 cm velké žabky (proces metamorfózy). Mláďata, která se právě metamorfovala, jsou černohnědá. V červnu či červenci opouštějí rodnou vodu a hromadně se objevují na pevnině. Zpočátku jsou aktivní ve dne i v noci. Vylézají především po dešti. Tato věková kategorie je na silnicích také značně ohrožena. Pokud mají optimální podmínky, dosáhnou do podzimu délky 40–45 mm. Až nastane čas jejich rozmnožování, vrátí se do své mateřské vody.
Růst ropuchy obecné je velmi pomalý. Samec dosáhne pohlavní dospělosti ve třetím roce věku a samice ve čtvrtém. V průměru se dožívá 4–9 let. Maximální věk, který byl naměřen v zajetí, je 36 let.

## Nepřátelé

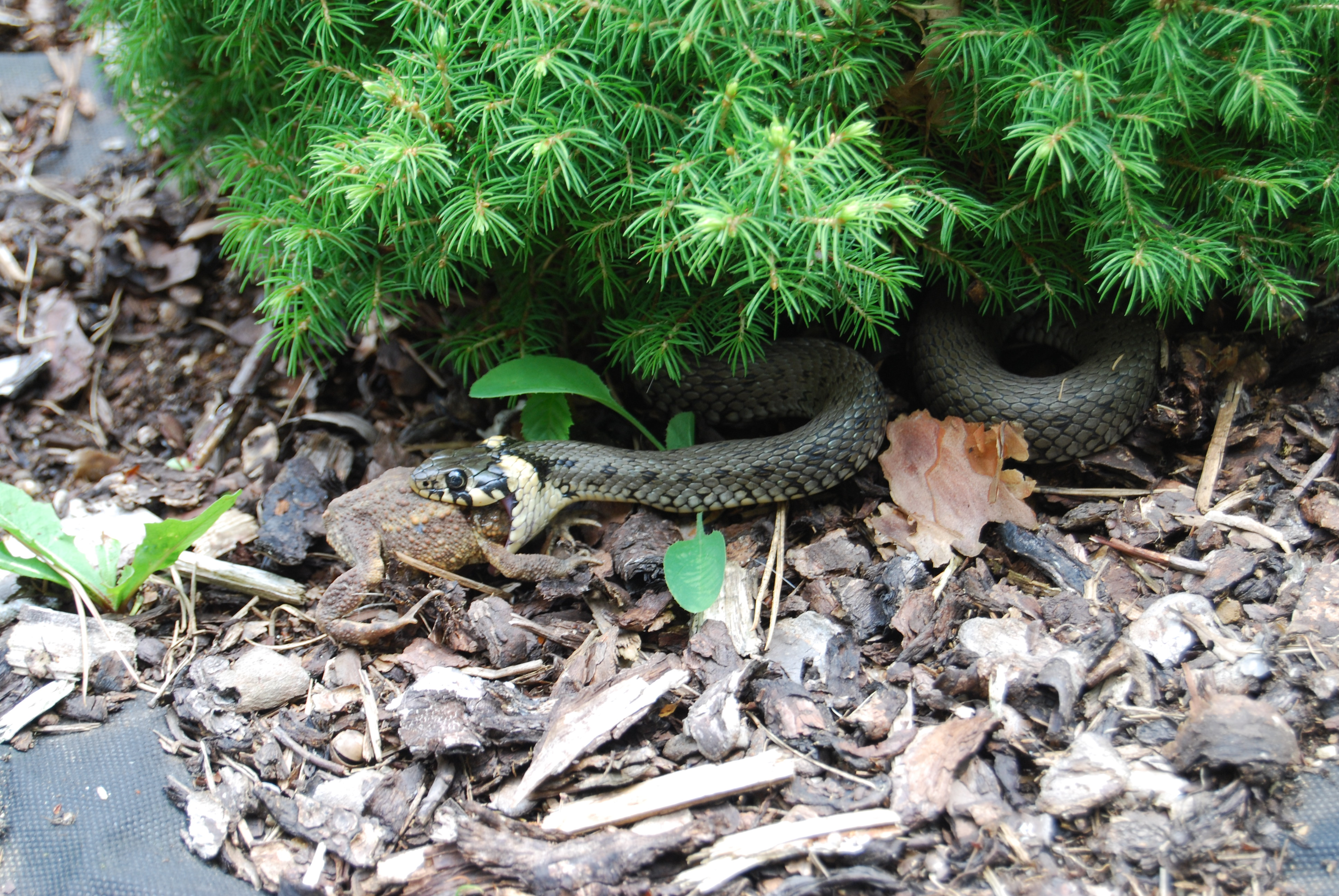
Ropucha obecná požíraná užovkou obojkovou, okres Písek, Česko

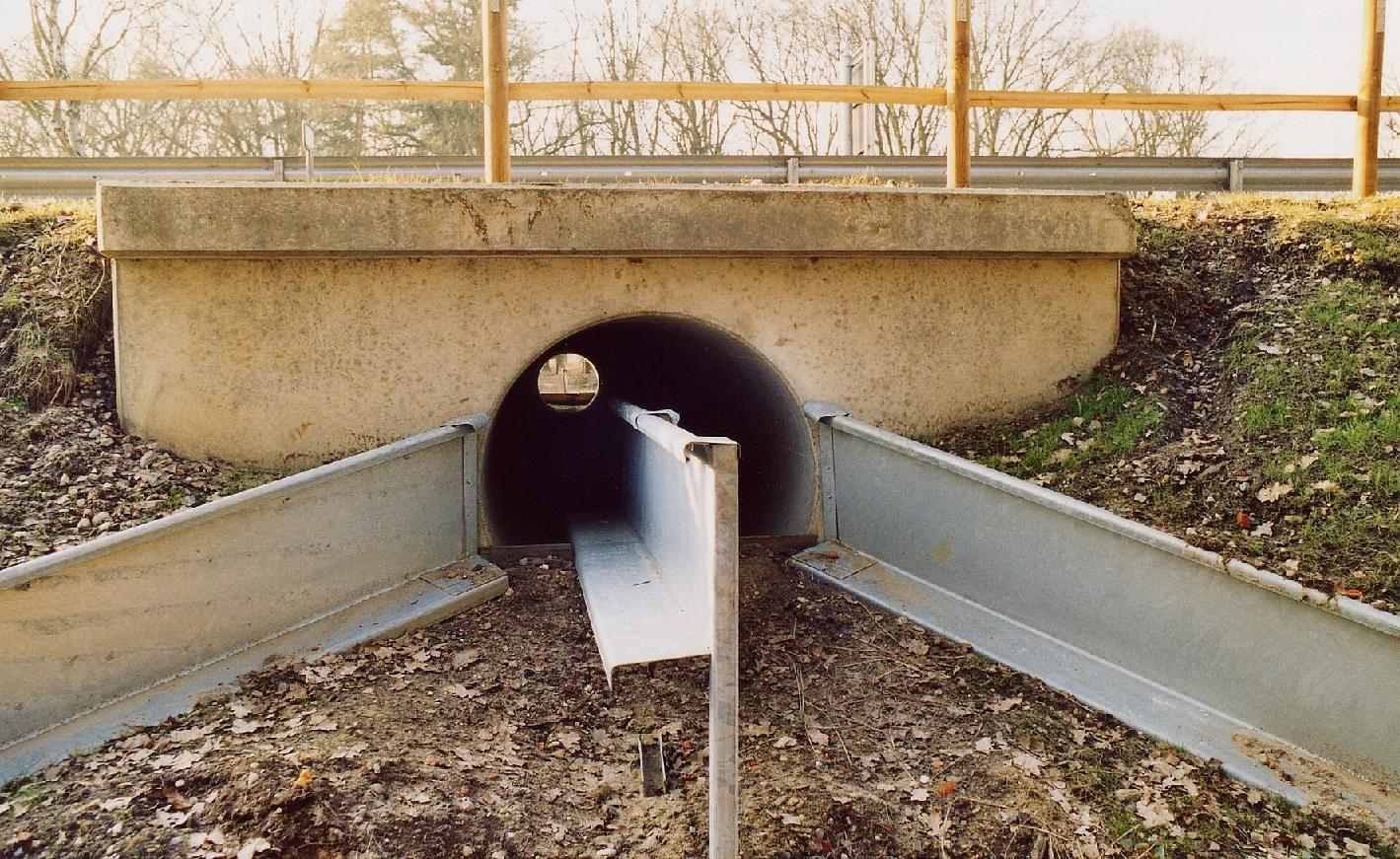
Tunel umožňující bezpečný
průchod pod silnicí

Výstražná dopravní značka

Mezi její přirozené nepřátele patří šelmy, ježci, káně lesní a užovka obojková.
Největším nepřítelem ropuchy je člověk. Ropucha obecná je známá především automobilistům a cyklistům z dopravních značek upozorňujících na možnost hromadných přesunů ropuch přes silnici. Doprava pro ni představuje vedle zamoření vody jedovatými látkami (organofosfáty a těžké kovy) největší nebezpečí. Existence ropuch je více než u jiných druhů žab ohrožena i přímým hubením a vybíjením celých populací v důsledku neznalosti, vandalismu a odporu k nim. Pro jejich ochranu má velký význam i vhodná osvětová činnost. V České republice je ohroženým druhem dle vyhlášky č. 395/1992 Sb. Člověk může této žábě ubližovat také neúmyslně – ničením jejích stanovišť, především nádrží, které jsou vhodné k rozmnožování.
Za dosavadní relativní hojností tohoto druhu stojí především jeho nenáročnost, přizpůsobivost, rozličná ochranná opatření – ploty okolo silnic, tunely, dopravní značení – a také neúnavní dobrovolníci, kteří ropuchy sbírají a přenášejí přes silnici. 

## Význam
V zahradách a polích významně hubí různé bezobratlé, především druhy s noční aktivitou, které unikají hmyzožravým ptákům. Pulci patří mezi odstraňovače organických zbytků ve vodě. V minulosti se samců užívalo k testování časné gravidity. Vzorek séra či koncentrátu moči těhotné ženy, který se injikoval do lymfatického vaku na hřbetě žáby, vyvolal dozrání spermií. Ty bylo možné nalézt již po dvou hodinách v moči samce. Ještě dnes jsou ropuchy předmětem neopodstatněných pověr. V České republice patří mezi zákonem chráněné druhy živočichů.